# День святого Валентина (фильм, 2001)
«День святого Валентина» (англ. Valentine) — американский фильм ужасов в жанре слэшер, поставленный режиссёром Джейми Блэнксом на основе романа «Валентин» Тома Сэвиджа. Сюжет повествует о молодых девушках из Сан-Франциско, преследуемых убийцей в маске Купидона, который в свою очередь связан с их прошлым. Разработка фильма началась в 1998 году, когда студия Warner Bros. Pictures приобрела права на экранизацию романа «Валентин». Мировая премьера «Дня святого Валентина» состоялась 1 февраля 2001 года. Фильм получил преимущественно негативные отзывы со стороны критиков и зрителей и, хоть и сумев покрыть расходы, плохо показал себя в прокате, собрав $29 млн при бюджете в $36 млн. Тем не менее, фильм сумел найти себе поклонников и стал культовым в узких кругах. В начале фильма логотипы кинокомпаний были окрашены в красный цвет.

## Сюжет
Средняя школа Роберта Кеннеди, 1988 год. Школьная дискотека, приуроченная ко Дню Святого Валентина. Хлипкий мальчик-ботаник Джереми Мелтон по очереди приглашает своих одноклассниц на танец. Шелли, Лили и Пэйдж грубо отказывают ему. Ещё одна девочка — Кейт, вежливо говорит: «Может, позже?». Последней по списку оказывается самая некрасивая и довольно полная девочка по имени Дороти, он приглашает её танцевать. Она соглашается. Позже они целуются за трибунами спортзала, где их обнаруживают местные задиры и начинают издеваться над парочкой. Боясь раскрытия правды, Дороти врёт, что Джереми напал на неё и насильно поцеловал. Джереми шокирован заявлением Дороти, у него из носа идёт кровь. Мальчишки раздевают Джереми и избивают его на глазах у всех, тем самым опозорив его на всю школу.
Прошло тринадцать лет с того памятного дня. Преддверие Дня Святого Валентина. Выросшая Шелли учится в медицинском университете. Поздно вечером, после неудачного свидания, она приезжает туда, чтобы подготовиться к экзамену по патанатомии. Уже приготовившись вскрывать труп подопечного, она слышит непонятный шум в раздевалке. Там она сталкивается с однокурсником, который вернулся за курткой. На двери своего шкафчика она обнаруживает валентинку со странным содержанием, с подписью «Д. М.». Возвратившись в морг, девушка уже готова приступить к вскрытию, но внезапно «труп» вздохнул. В испуге она отпрыгнула от стола, а из кладовой падает настоящий труп. Оглянувшись, она смотрит, что стол пуст. Шелли пытается уйти, но на неё нападает маньяк в чёрном пальто и маске Купидона. Бедная девушка отчаянно борется за жизнь, однако Купидон перерезает ей глотку. А из носа его течёт кровь.
На похоронах Шелли встречаются все её подруги — Пэйдж, Кейт, Дороти и Лили. Каждая из них имеет свои проблемы. У Кейт личная жизнь трещит по швам — её парень Адам пьёт, но она не хочет его бросать. Дороти встречается с молодым парнем Кэмпбеллом, но ненавидит новую жену отца. Они продолжают жить, как жили. Но что-то изменилось.
На следующий день Кейт находит у лифта маску Купидона, которую, как ей кажется положил её похотливый сосед Гэри. Лили получает валентинку и коробку конфет. Валентинка опять со странным посланием, а на ней подпись «Д. М.», а конфеты оказываются начинёнными личинками червей. Позже перебирая возможных шутников, Пэйдж и Лили вспоминают Джереми Мелтона, но шутят и думают, что это невозможно.
Позже на выставке художника Макса, парня Лили, девушки дружно вспоминают ту ситуацию, произошедшую с Джереми на день Святого Валентина тринадцать лет назад. В это время Лили ссорится с Максом и убегает в лабиринт, созданный художником. Окружённая виртуальными мужчинами, Лили пугается и ищет выход из него. Внезапно она заходит в тупик, оборачивается — и получает стрелу в живот. Перед ней — убийца в маске Купидона с луком в руках. Спустя мгновение ещё одна стрела пронзает грудь бедной девушки. Прорывая бумажную стенку, Лили выносит на служебную лестницу. Убийца выпускает в неё последнюю стрелу, она переваливается через перила, с диким криком падает вниз, попадает в мусорный бак и затихает навсегда.
Вскоре с Пэйдж, Кейт и Дороти связывается детектив Вон, расследующий убийство Шелли. Он рассказывает, что её родителям пришла открытка с такими фразами: «Как плохо… Очень жаль… Джереми Мелтон». От него девушки узнают, что Джереми попал в исправительную колонию из-за нападения на Дороти, а позднее угодил в психиатрическую клинику. Сейчас он пропал, возможно, сделал пластическую операцию. А посему он может быть кем угодно из окружения девушек. Так же, детектива взволновало отсутствие Лили. Но девушки сказали, что утром она улетела в Лос-Анджелес. После встречи с детективом Дороти признаётся Кейт и Пэйдж в том, что на самом деле Джереми на неё не нападал. Тем временем, Купидон убивает Гэри, примеряющего нижнее бельё Кейт в её же квартире.
Спустя несколько дней девушкам звонит детектив Вон и говорит им, что задержан некий Джейсон Маркетт — последний, кто встречался с Шелли в ночь её смерти. Именно его подозревают в убийствах. Дороти организовывает вечеринку в честь Дня Святого Валентина. Её парень Кэмпбелл дарит ей цепочку, но оказывается, что он нечист на руку и задолжал большую сумму денег некой девушке Рути. По просьбе Дороти, он спускается в котельную, где в его спину засаживает топор Купидон.
Вечером дом Дороти ломится от гостей — все приехали отпраздновать день Святого Валентина. Пэйдж уходит со своим парнем в спальню, где благополучно его обламывает. Кейт ссорится с Адамом, напившимся после того, как обещал больше не пить. А Дороти навещает Рути, рассказавшей ей всю правду о Кэмпбелле. Позже Рути проникает в комнату Кэмпбелла и роется в его вещах. Там же она случайно застаёт Купидона, который тащил мёртвую горничную. Не понимая, что происходит, Рути убегает, но Купидон настигает женщину и жестоким образом убивает её.
Тем временем, детектив Вон звонит Кейт и сообщает ей о том, что Джейсона Маркетта освободили за неимением улик, что означает, что убийца все ещё среди них, поэтому он едет к ним, чтобы защитить их. Так же, на вечеринке присутствует Макс, который рассказывает девушкам, что Лили не приехала в Лос-Анджелес. В этот момент убийца настигает Пэйдж в джакузи. Захлопнув её сверху специальным экраном, Купидон попытался убить Пэйдж дрелью, но ему удаётся лишь ранить её. Устав от погони, убийца приоткрывает экран и кидает подключённую к сети дрель. Девушка умирает от чудовищного удара током. Из-за перенапряжения в доме выходит из строя электричество и гости расходятся.
Кейт и Дороти ссорятся, после чего последняя уходит в дом. Кейт выходит на улицу и звонит Вону, обеспокоенная тем, что он до сих пор не приехал. Она слышит в саду звук мелодии звонка сотового телефона, направляется туда, находит телефон и отрезанную голову детектива в пруду. В панике она бежит в пустой дом, где постепенно находит окровавленные трупы друзей. Случайно она натыкается на Адама — единственного, кто остался в доме живым. Уверенная, что именно Адам убийца, испуганная, она убегает наверх, находит пистолет и идёт по дому, пытаясь добраться до выхода, но натыкается на Купидона. Он хватает её, они не удерживают равновесие и скатываются вниз по лестнице, при этом Кейт роняет пистолет на пол.
Когда они оказываются внизу, Купидон приходит в себя, но не успевает опомниться, как в него стреляет Адам. Он срывает с него маску и под ней оказывается Дороти. Ничего не понимающая Кейт прижимается к Адаму и просит прощения за то, что подозревала его в убийствах. Позже Адам вызывает полицию, они обнимают друг друга и признаются друг другу в любви. Потом на щеку Кейт капает кровь. И мы видим, что кровь капает из носа улыбающегося Адама. Перед титрами зрители слышат женский крик.

## В ролях
| Актёр           | Роль                              |
| --------------- | --------------------------------- |
| Марли Шелтон    | Кейт Дэвис Наталья Казначеева     |
| Дэвид Бореназ   | Адам Карр Владимир Антоник        |
| Дениз Ричардс   | Пэйдж Прескотт Любовь Германова   |
| Джессика Кэпшоу | Дороти Уиллер Ольга Кузнецова     |
| Джессика Коффил | Лили Войт Ольга Сирина            |
| Фальвио Цесере  | детектив Леон Вон Виктор Петров   |
| Дэниэл Косгроув | Кэмпбелл Моррис Александр Новиков |
| Кэтрин Хайгл    | Шелли Фишер Елена Борзунова       |
| Хэйди Барресс   | Рути Уокер Елена Борзунова        |
| Джонни Уитворт  | Макс Рэйми Сергей Балабанов       |
| Адам Харрингтон | Джейсон Маркетт Александр Новиков |

## Производство

### Начальный этап
Права на экранизацию книги Тома Сэвиджа студия «Warner Bros.» приобрела в мае 1998 года, но вскоре они перешли компании «Artisan Entertainment», продюсером назначили Дилана Селлерса, а картину должны были поставить Донна и Вейн Пауэрс по собственному сценарию. Сценарий значительно отличается от книги: действие происходит в студенческом городке, а главную героиню зовут Джилл, а не Кейт — в итоге название картины это всё, что осталось от книги. Когда режиссёр Джейми Блэнкс впервые ознакомился со сценарием, он был уверен, что это ремейк «Моего кровавого Валентина», и отказался от проекта. Блэнкс хотел, чтобы фильм был больше похож на классические ужастики 1980-х годов, а не 1990-х.

### Кастинг
Уже раз сыгравшая у Блэнкса в «Городских легендах» Тара Рид должна была исполнить роль Дороти, а роль Пейдж был закреплена за Дженнифер Лав Хьюитт, но после смены продюсеров и студии они обе и ещё несколько актёров выбыли из проекта. Лили могла сыграть Ребекка Гейхарт — Блэнкс позвал актрису в проект, но она отказалась, так как не хотела «застрять в ужастиках».
Студия хотела пригласить на главную мужскую роль Джареда Лето, но потом боссы обратили внимании на Дэвида Бореаназа. По словам Блэнкса, было несколько вариантов настоящей личности убийцы, но они все отпали, когда журнал «Variety» опубликовал сообщение, что Борианаз получил роль злодея в картине. Актёр хотел сыграть маньяка в маске, но из-за своего плотного графика он не смог принять участие в съёмках этих сцен — он проработал на площадке всего 10 дней. Блэнкс вспоминает, что во время съёмок Борианаз любил подкарауливать актрис на лестнице, а затем пугать, произнося цитаты из «Сияния». В одной из сцен Кейт говорит Дороти, что Адам (Дэвид Бореаназ) вовсе не ангел (англ. no angel) — это отсылка к сериалу «Ангел», главную роль в котором сыграл актёр.
По ходу съёмок роль Лили Войт была расширена под впечатлением от работы актрисы Джессики Коффел. Хэйди Барресс (Рути) прослушивалась на роль Дороти, а Джессика Кэпшоу в свою очередь пробовалась на роль Пэйдж — когда падчерица Стивена Спилберга попала в проект, Блэнкс переживал за её актёрские способности. Героиня Джессики Коффел должна была уезжать в Лос-Анджелес на следующий день после своей смерти — то же случилось с героиней актрисы в другом фильме с её участием — «Городские легенды 2». Дэниэл Косгроув и Дэнис Ричардс снимались в сериале «Беверли-Хиллз, 90210», правда у Ричардс была эпизодическая роль.
Ассистент продюсера по имени Чед сыграл труп в морге во вступительной сцене.

### Съёмки
Съёмки картины проходили в Ванкувере, в Британской Колумбии в Канаде и длились с 10 июля по 8 сентября 2000 года. Кэтрин Хайгл должна была успеть сняться во всех эпизодах со своим участием всего за три дня, так как в тот момент активно шли съёмки третьего сезона сериала «Город пришельцев», в котором она играла одну из главных ролей. За основу дизайна маски был взят образ херувима с картин Сандро Ботичелли. Девушка-дублёр Дениз Ричардс получила множество порезов во время съёмки сцены в джакузи.

### Удалённые и расширенные сцены
По словам режиссёра, большинство кадров и жестоких сцен было вырезано самой студией «Village Roadshow», а не рейтинговой комиссией — в то время из-за политического климата насилие в кино было нежелательно после трагедии в школе «Колумбайн». В итоге картина всё равно получила рейтинг «R». Девять сцен появились на Blu-Ray-издании картины:
- В телевизионном ролике есть сцена между Кейт и Адамом в баре. Кейт говорит: «Почему меня окружает безумие?» (англ. Why am i surrounded by all this craziness?). «Это День Святого Валентина, людям одиноко и они начинают вести себя странно» (англ. It’s Valentine’s day people get lonely and start acting strange), — говорит Адам. На что Кейт отвечает: «Да, но ты не такой» (англ. You’re not acting strange).
- Первоначально, в сцене смерти Рути, её кровь стекает таким образом, что лужа образует по форме сердце. Позже эта сцена была изменена при помощи компьютера.
- В сцене смерти Шелли, в кадре показано, как из её шеи обильно течёт кровь, но много кадров было вырезано.
- Сцена, в которой убийца нападает на Дороти, а потом одевает девушку в костюм Купидона.
- В оригинальной версии, убийца бьёт Гэри, соседа Кейт, утюгом 11 раз, а не два раза, как показано в фильме.
- Ким Уилер, мачеха Дороти, убита Купидоном.
- После убийства в джакузи: кожа Пэйдж начинает плавиться из-за электрического разряда.
- После того, как Кейт нашла маску: девушка возвращается в квартиру и понимает, что из шкафа пропала большая часть её одежды.
- После похорон Шелли: девушки пьют на крыше здания и вспоминают детские годы с Шелли.

### Музыка
Инструментальную музыку к фильму написал Дон Дэвис.

## Смерть персонажей
Героини умирают в том же порядке, в котором они отвергли Джереми на танцах в шестом классе — выживает только Кейт, так как она обещала потанцевать с Джереми позже; кроме того, слова, которые сказали Джереми каждая из девочек на танцах в шестом классе, связаны с тем, как они были убиты:
- Шелли: «Только в твоих снах!» (англ. In your dreams) — погибает в лежачем положении среди покойников, находящихся в «вечном сне».
- Лили: «Фу!!!» (англ. Eww!) — сначала девушка получает шоколадные конфеты с червями в качестве начинки, а в сцене убийства её тело падает в мусорный контейнер.
- Пэйдж: «Да я лучше сварюсь заживо!» (англ. I’d rather be boiled alive) — убийца топит девушку в джакузи, а потом кидает в воду электродрель.
- Дороти: «Он напал на меня!» (англ. He attacked me!) — девочка заставляет поверить окружающих, что Джереми насильно поцеловал её. Как Дороти подставила в 6 классе будущего маньяка, так и он подставляет её в конце фильма перед подругой: убийца одевает девушку в костюм маньяка, и Кейт решает, что это она таинственный преследователь.
- Кейт: «Давай позже…» (англ. Maybe later Jeremy) — Кейт единственная, кто технически не отказала Джереми. Поэтому убийца оставил её в живых.

## Релиз

### Продвижение
Студия «Warner Bros.» запустила официальный сайт, на котором можно было отправить электронные «валентинки», оформленные в стилистике картины, а актёры Дэвид Бореаназ и Кэтрин Хайгл, пользовавшиеся невероятной популярностью благодаря главным ролям в сериалах «Ангел» и «Город пришельцев», появились на концвенции «Los Angeles Comic Book & Science Fiction Festival». В первой половине тизер-трейлера появляется девушка, которая гадает на цветке, а голос за кадром принадлежит женщине — редкий случай в кинотеатральных трейлерах по сей день.

### Саундтрек
Официальный альбом с песнями поступил в продажу 30 января 2001 года:
| №   | Название                                    | Artist                    | Длительность |
| --- | ------------------------------------------- | ------------------------- | ------------ |
| 1.  | «Superbeast» (Porno Holocaust Mix)          | Rob Zombie                | 3:58         |
| 2.  | «God Of The Mind»                           | Disturbed                 | 3:04         |
| 3.  | «Love Dump» (Mephisto Odyssey's Voodoo Mix) | Static-X                  | 5:33         |
| 4.  | «Pushing Me Away»                           | Linkin Park               | 3:11         |
| 5.  | «Rx Queen»                                  | Deftones                  | 4:28         |
| 6.  | «Opticon»                                   | Orgy                      | 2:57         |
| 7.  | «Valentine's Day»                           | Marilyn Manson            | 3:32         |
| 8.  | «Filthy Mind»                               | Amanda Ghost              | 3:56         |
| 9.  | «Fall Again»                                | Professional Murder Music | 3:56         |
| 10. | «Smartbomb» (BT's Mix)                      | BT                        | 3:23         |
| 11. | «Son Song (не звучит в фильме)»             | Soulfly feat. Sean Lennon | 4:18         |
| 12. | «Take A Picture» (Hybrid Mix)               | Filter                    | 8:07         |
| 13. | «Breed»                                     | Snake River Conspiracy    | 4:30         |
| 14. | «1 A.M.»                                    | Beautiful Creatures       | 3:27         |

В фильме также звучали песни, не попавшие на официальный альбом:
- «Telephone» — Star
- «El Bombo Atomico» — Tipsy
- «Throw Caution To The Wind» — Ronnie Gesser
- «Look Out» — Goldo
- «Tell 'Em Who They’re Dealin' With» — DJ Sonic
- «Mob» — Carter Armstrong
- «Reflection» — Electrostatic
- «Merlin» — The Ethers
- «Snapped» — Laughingus
- «So Sweet» — Sandy Brown & Hypnogaja

### Кассовые сборы
Премьера фильма в США состоялась 2 февраля 2001 года в Лос-Анджелесе, а на следующий день — в Нью-Йорке. При бюджете $29 миллионов в первые выходные фильм собрал в Америке $10 024 648 — его показывали в 2 310 кинотеатрах страны. После 47 недель проката итоговые боры в США составили $20 384 136, а в мировом прокате фильм собрал дополнительно $16 300 000 — общие сборы достигли отметки $36 684 136.

### Выход на видео
«Warner Home Video» выпустила фильм на VHS и DVD в США 24 июля 2001 года, а компания «Scream Factory» издала картину на Blu-ray в серии «Collector’s Edition» 12 февраля 2019 вместе с дополнительными материалами:
- Аудиокомментарий #1 с режиссёром Джейми Блэнксом и Доном Коскарелли
- Аудиокомментарий #2 с режиссёром Джейми Блэнксом
- Короткометражный фильм «Thrill Of The Drill» (9:41) — интервью с актрисой Дениз Ричардс
- Короткометражный фильм «The Final Girl» (13:54) — интервью с Марли Шелтон
- Короткометражный фильм «Shot Through The Heart» (23:03) — интервью с Джессикой Коффил
- Короткометражный фильм «Writing Valentine» (64:33) — интервью со сценаристами Гретхен Джей Берг и Аароном Харбертсом
- Короткометражный фильм «Editing Valentine» (27:50) — интервью с режиссёром монтажа Стивом Мирковичем
- Короткометражный фильм «Scoring Valentine» (11:53) — интервью с композитором Доном Дэвисом
- «Behind The Scenes» (114:00) — видео со съёмочной площадки картины
- «Vintage Featurette» (8:00) — интервью и кадры со съёмочной площадки
- «Press Kit» (17:21) — презентация для СМИ
- Удалённые и расширенные сцены (8:40)
- Музыкальное видео (2:53) группы «Orgy» на песню «Opticon»
- Галерея (4:12) — кадры из фильма, постеры и лобби-карточки
- ТВ-ролики (1:23) — 5 рекламных видео
- Тизер-трейлер (0:40)
- Кинотеатральный трейлер (1:27)

В России фильм издавала компания «Мост Видео»: на VHS в 2001 году, на DVD впервые фильм вышел в 2002 году. Компания «Universal Pictures Rus» перевыпустила фильм в 2007 году, а «CP Digital» — в 2011.

### Продолжение
В одном из интервью Блэнкса спросили, возможно ли продолжение, на что режиссёр ответил, что хотел бы увидеть более точную экранизацию романа, по которой был снят фильм: «Книга офигенная!».

## Критика

### Агрегаторы
Фильм получил в основном отрицательные отзывы критиков и зрителей. На сайте Rotten Tomatoes набрал всего лишь 14 % от зрителей и 9 % от критиков — они назвали фильм «довольно скучным и неинтересным», что было подтверждено провалом фильма в прокате, лишь окупившим свой бюджет, но не принёсшим большой прибыли. По состоянию на март 2022 года, зрительский рейтинг фильма на сайте «Кинопоиск» — 5 из 10 на основе 5 157 оценок, а на «Internet Movie Database» — 4,8 из 10 на основе отзывов 27 918. На сайте «Metacritic» у фильма оценка 18 из 100 на основе 17 обзоров критиков, а зрительский рейтинг составляет 8,6 из 10 на основе 213 оценок.

### Отзывы
Тем не менее, благодаря участию молодых звёзд Голливуда, со временем картину стали воспринимать более благосклонно. Джейк Ди с портала «JoBlo» написал, что «несмотря на глупость происходящего, фильм справляется со своей задачей — развлекать», и «определённо сейчас он смотрится лучше, чем в момент выхода в прокат». И Джей Морено пишет, что в фильме есть интригующая загадка в лучших традициях более ранних «Крика» и «Я знаю, что вы сделали прошлым летом», которой лишены многочисленные продолжения знаменитых слэшеров вроде «Хэллоуин: 20 лет спустя» и «Невеста Чаки», вышедших незадолго до релиза «Дня Святого Валентина». Дэн Тэйбор назвал фильм «ужастиком для феминисток» и «последним представителем эпохи возрождения подростковых слэшеров».
Стефани Арчер в своём обзоре пишет: «Фильм не дотягивает до стандартов жанра, довольно „плоский“, не вызывающий огромного интереса к персонажам, истории или убийствам, в нём мало крови и загадки… […] Он очень предсказуемый, в нём есть сцена-клише в душе, а убийцу можно угадать с первых минут — в этом случае вам точно следует довериться инстинктами. […] Однако у картины есть другое достижение — дух феминизма пропитывает атмосферу фильма, что выгодно отличает его от других ужастиков. Пейдж — это дерзкий и сформировавшийся персонаж. […] Другие девушки также оказываются в ситуациях, когда они борются за то, чего, как они считают, заслуживают, и то, как к ним должны относиться. […] В заключение, фильм не должен был стать глубоким продуманным слэшером, но вышло иначе — даже несмотря на то, что зрителю хочется чего-то большего после просмотра».

### Создатели
В поздних интервью режиссёр Джейми Блэнкс сказал: «Простите нас за этот фильм, мы сделали, что могли». В 2019 году актриса Марли Шелтон назвала фильм «капсулой времени из конца 1990-х».

### Рейтинги
Портал «Cinema Blend» включил картину в список «13 фильмов ужасов, подходящих для свидания», а сайт «Creepy Catalog» разместил фильм на 11-й строчке списка «14 милых фильмов ужасов для просмотра в день Святого Валентина».